# Joey Tempest
Joey Tempest, egentligen Rolf Magnus Joakim Larsson, född 19 augusti 1963 i Upplands Väsby, Stockholms län, är en svensk rocksångare och låtskrivare. Han är sångare och frontfigur i det svenska hårdrockbandet Europe. Han har också skrivit merparten av gruppens låtar, däribland hitar som "Rock the Night", "The Final Countdown", "Carrie", "Prisoners in Paradise" och "Open Your Heart".

## Biografi

### Uppväxt
Joey Tempest, egentligen Joakim Larsson, växte upp i Upplands Väsby i Stockholms län. Som ung lärde han sig att spela piano och gitarr. Han var även fysiskt aktiv och idrottsintresserad då han spelade både fotboll och ishockey. Han tävlade även i sin ungdom i  go-cart, mycket beroende på att hans far var mekaniker. Han hamnade på en fjärde plats i svenska mästerskapet i Junior Cart Race bland juniorer. Hans musikaliska förebilder är bland annat Whitesnake, David Bowie, Elton John, Thin Lizzy, Led Zeppelin och Sweet.
Det var dock musiken som var hans största intresse. Han spelade inledningsvis i band med namn som Jet, Blazer, Made In Hong Kong och Roxanne.

### Force och Europe
1978 var han med och bildade gruppen Force tillsammans med John Norum, basisten Peter Olsson och trummisen Tony Reno (Tony Niemistö). Olsson ersattes snart av John Levén. I början (1978-1981) spelade de på torg och på olika fester, men 1982 bytte bandet namn från Force till Europe och vann Rock-SM, där förstapriset var en skivinspelning. Deras första, självbetitlade album Europe släpptes 1983 och sålde över 30 000 exemplar i Sverige. Efter det fick de kontrakt i Japan, gjorde en musikvideo till det inledande spåret på plattan; "In the Future to Come" och släppte singeln "Seven Doors Hotel". Sommaren 1983 genomförde bandet en turné med avslutning på Gröna Lund, varefter albumet Wings of Tomorrow spelades in och släpptes 1984. Inför den efterföljande turnén rekryterades keyboardisten Mic Michaeli, och Tony Reno ersattes av Ian Haugland (Håkan Haugland). År 1985 fick Europe göra soundtracket till filmen On the loose och de deltog också i Swedish Metal Aid och turnerade på större svenska arenor. 
1988 gick Europe in i studion med pressen av att göra en bättre platta än The Final Countdown. Out of This World spelades in i London med producenten Ron Nevison. Medan skivan mixades gav sig bandet sommaren 1988 ut på en turné med Def Leppard. Även denna turné blir en succé. Europe testade under denna turné att köra tre nya låtar "Superstitious", "Let the Good Times Rock" och "Ready or Not". De blev alltmer populära i USA och när Out of This World släpptes började försäljningen bra, tack vare att turnén med Def Leppard varit en succé. Turnén lockade en publik på över 500 000 människor. Skivan får bra omdömen från kritikerna och säljer en miljon exemplar i USA, samt når höga placeringar på många topplistor världen över. I november och december spelar Europe i Asien, de besöker tre länder; Japan, Taiwan och Indien. 
Under de år då Europe tog paus, 1992-2003, gav han ut tre soloskivor och hade bland annat en hit med låten "A Place to Call Home" från solodebutalbumet med samma namn. Låtarna på denna skiva är uteslutande skrivna av Tempest och skulle kunna klassas som pop/singer-songwriter. Kompbandet på skivan består av bland andra Sven Lindvall, Staffan Astner och Johan Norberg. Soloalbum nummer två är inspelat i Nashville. Denna gång skrevs många av låtarna i studion under ganska experimentella former tillsammans med skivans producent Richard Dodd. På det tredje och senaste soloalbumet hörs tydligt influenser från brittisk pop. Låtarna är rockigare och ofta ösigare än på de tidigare soloalbumen.

### Film och TV
Tempest uppträdde i slutet av säsong 2 av komediserien Solsidan, som sändes den 20 mars 2011.
Den 16 augusti 2013 var han Sommarvärd.

### Familj
Tempest är gift med Lisa Worthington-Larsson och 2007 fick de sitt första barn, sonen James Joakim Larsson.

## Diskografi
Joey Tempest
- 1995 – A Place to Call Home
- 1997 – Azalea Place
- 2002 – Joey Tempest

Europe
- 1983 – Europe
- 1984 – Wings of Tomorrow
- 1986 – The Final Countdown
- 1988 – Out of This World
- 1991 – Prisoners in Paradise
- 2004 – Start From the Dark
- 2006 – Secret Society
- 2008 – Almost Unplugged
- 2009 – Last Look At Eden
- 2012 – Bag of Bones
- 2015 – War of Kings
- 2017 – Walk the Earth